# Franciszek Kröbl
Franciszek Kröbl (ur. 1803, zm. 1 maja 1869 we Lwowie) – burmistrz Lwowa w latach 1859–1869.

## Życiorys
Karierę urzędniczą zaczynał w Gubernium lwowskim, pełnił funkcję komisarza cyrkularnego w Bochni. W 1851 był naczelnikiem policji w Krakowie. Następnie jako sekretarz w namiestnictwie lwowskim i dyrektor Galicyjskiej Kasy Oszczędności. 10 lutego 1859 formalnie zatwierdzony na burmistrza Lwowa, pełnił funkcję do 8 kwietnia 1869. Mimo swojego niemieckiego pochodzenia, swoją pracą zjednał sobie przychylność mieszkańców Lwowa.

## Odznaczenia
- Honorowe obywatelstwo Lwowa - 14 października 1861
- Order Żelaznej Korony III klasy
- Order Franciszka Józefa